# Valle San Giovanni
Valle San Giovanni ist eine Fraktion der italienischen Gemeinde Teramo in der Provinz Teramo, Region Abruzzen. 

## Geografie
Der Ort liegt ungefähr 10 km südwestlich von der Stadt Teramo auf der orographisch rechten Seite des vom Tordino durchflossenen gleichnamigen Tales auf 460 m s.l.m. Die Adria und der Gran Sasso sind jeweils 25 km entfernt.

## Name
Der Name des Ortes ist wahrscheinlich auf einen Familiennamen von Teramo zurückzuführen („Di Valle“). Eine andere Herkunftsmöglichkeit ist der Name einer alten Kirche der Region („San Giovanni in Pergullis“). Die Einwohner von Valle San Giovanni werden „Vallaroli“ genannt.

## Sehenswürdigkeiten
Die Pfarrkirche Madonna della Neve liegt im Zentrum von Valle San Giovanni und erhielt den Namen von der Madonna della Neve (Muttergottes im Schnee). Die Kirche stammt aus dem Jahr 1458. Jedes Jahr im August wird in Valle San Giovanni ein Sommerfestival organisiert.
In einer sehr starken Emigrationswelle um 1900 wanderten viele Einwohner in die USA und nach Kanada aus.